# Храм Архангела Михаила (Тургень)
Храм Архистратига Божия Михаила — православный храм Астанайской и Алматинской епархии Русской православной церкви. Расположен в селе Тургень Енбекшиказахского района Алматинской области Казахстана.

## История
Храм был основан в 1864 году Воронежскими переселенцами. После землетрясения 1888 года, в 1892 году здание церкви построено заново в том виде, который оно с небольшими изменениями и дополнениями имеет и сейчас. Торжественное освящение храма состоялось 20 июля (1 августа) 1893. В 1902 здание храма расширили пристройкой к трапезной и построили новую колокольню.
Первые настоятели:
- Петр Андреев (со дня основания — до 1887)
- Петр Меликов (1887—1908)
- Полиевкт Меликов (1908—1923) — сын Петра Меликова. В 1923 году престарелый протоиерей Полиевкт Петрович Меликов был арестован и заключён в Пишпекский лагерь
- Михаил Греков (1923—1937) — по приговору особой тройки при Алматинском областном управлении НКВД Казахской ССР расстрелян в 1937 году

В 1923 году храм захватили обновленцы. Настоятелем был поставлен Михаил Греков (расстрелян в 1937 г.)
В 1931 году храм был закрыт. В нём расположились сначала органы советской власти, затем сельский клуб, потом пошивочный цех.
Богослужения совершались в молельных домах приезжавшими из города священниками.

### Постсоветская история храма
В 1988 году здание храма, находившееся в чрезвычайно запущенном состоянии, было возвращено приходу.
Настоятелем с октября 1988 года стал протоиерей Георгий Гуторов. Была произведена полная реконструкция здания, возведены купол и колокольня. Внутренние росписи иконостаса и стен храма выполнил протоиерей Андрей Бурдин.
В 2001 году настоятелем храма стал протоиерей Александр Гайченя. С осени 2012 года настоятель храма — иеромонах Варсонофий (Евгений Ларионов).
В день празднования Собора Архистратига Божия Михаила и прочих Небесных Сил бесплотных в 2003 году литургию в храме совершил митрополит Астанайский и Алма-Атинский Мефодий.
При храме существует воскресная школа, в которой не только изучают Закон Божий и церковнославянский язык, но и совершают паломничества, лепят, рисуют, участвуют в драматических постановках.
6 февраля 2018 года около 14:30 произошло возгорание кровли храма. В ликвидации были задействованы пожарные ближайшей пожарной части. Однако вовремя потушить храм так и не удалось. Здание из деревянных конструкций выгорело практически полностью.
В 2019 году здание храма было восстановлено.

## Святыни храма
Частица мощей блаженной Матроны Московской, подаренная храму архиепископом Алексием (ныне митрополит Тульский и Ефремовский) в 2003 году.

## Архитектура
Здание храма и колокольни деревянное, крытое железом. Один престол. На территории храма расположены воскресная школа, два жилых дома, гараж, баня, кладовые помещения, хоз. постройки.